# Fall Guys: Ultimate Knockout
Fall Guys (fino al 2022 noto come Fall Guys: Ultimate Knockout) è un videogioco a piattaforme battle royale sviluppato da Mediatonic e pubblicato da Epic Games. 
È disponibile gratuitamente su Android e iOS (tramite l'Epic Games Store per dispositivi mobili), Windows (tramite Epic Games Store), PlayStation 4, PlayStation 5, Xbox One, Xbox Series X/S e Nintendo Switch. 
Le modalità principali del gioco consistono in 32 giocatori che controllano personaggi a forma di fagiolo (chiamati Fall Guy, dei piccoli esserini di vario colore), competendo l'uno contro l'altro in una serie di minigiochi selezionati casualmente, come percorsi a ostacoli e sfide di sopravvivenza o di strategia. I giocatori vengono eliminati man mano che i round avanzano finché, alla fine, l'ultimo giocatore rimasto viene incoronato vincitore. 
Il gioco è stato pubblicato a pagamento da Devolver Digital il 4 agosto 2020, su Windows (tramite Steam) e PlayStation 4, dove era possibile ottenerlo gratuitamente tramite PlayStation Plus. Dopo l'acquisizione dello sviluppatore Mediatonic, i diritti di pubblicazione sono stati trasferiti ad Epic Games. Il 21 giugno 2022, il gioco è diventato gratuito ed è stato reso disponibile in Epic Games Store, Nintendo Switch, Xbox One, Xbox Series X/S e PlayStation 5, con cross-play, cross-progression e una nuova valuta a pagamento, con cui è possibile comprare cosmetici. dal negozio e Pass Stagionali (ora chiamati Pass Fama). Il 16 agosto 2024 è stata pubblicata la versione per dispositivi mobili, disponibile su Android in tutto il mondo e su iOS nell'Unione Europea, tramite Epic Games Store. 

## Modalità di gioco
32 giocatori competono online in partite battle royale. La dinamica di gioco riprende quella di alcuni game show televisivi a cui il videogioco è ispirato, tra cui Takeshi's Castle: i giocatori, rappresentati dai pupazzetti di gomma colorati detti Fall Guy, si muovono in un campo di gioco tridimensionale in cui dovranno saltare, afferrare, arrampicarsi o tuffarsi per competere tra loro, anche ostacolandosi a vicenda. 
L'obiettivo è quello di qualificarsi per un round successivo completando con successo ciascuno dei minigiochi (chiamati livelli) che vengono selezionati casualmente dal gioco. Alcuni minigiochi prevedono la corsa verso un traguardo alla fine della mappa, altri prevedono un lavoro di squadra, mentre in altri ancora bisogna semplicemente sopravvivere, aspettando che gli avversari vengano eliminati. In ogni minigioco, gli ostacoli appaiono intorno alla mappa per una maggiore complessità: i giocatori troppo lenti o che non soddisfano determinati requisiti per un minigioco vengono eliminati. Nel round finale, i pochi giocatori rimasti competono in un'ultima sfida casuale in cui il vincitore della partita è l'ultimo giocatore in piedi o il primo a raggiungere la "corona" nella corsa per il traguardo finale.
Utilizzando una valuta di gioco, i “Kudos”, i giocatori possono acquistare oggetti cosmetici come targhette, soprannomi, mascherine, colori, disegni, costumi, animazioni e celebrazioni da mostrare nel gioco. I giocatori ottengono Kudos completando sfide e ottengono "Corone" vincendo una partita, ottenendo delle "schegge di corona" o completando delle missioni. Con 60 schegge si forma automaticamente una corona. Le corone potevano essere utilizzate per acquistare cosmetici fino al 21 giugno 2022, dove ora contano solo per il Crown Rank. Tutte le corone che gli utenti non hanno speso prima che il gioco diventasse gratuito sono state convertite in Kudos. Nella stagione 1: Gratis per Tutti sono stati aggiunti gli Show-Buck, una nuova valuta di gioco che può essere utilizzata per acquistare costumi completi, colori premium, motivi, mascherine e il Pass Stagionale a pagamento. I giocatori possono ottenere Show-Buck solo attraverso il Pass Stagionale o acquistandolo tramite microtransazioni.
Esistono varie modalità di gioco (precedentemente chiamate Spettacoli) in cui si gioca in maniere diverse: In Solitaria, tutti contro tutti, con un solo vincitore; Squadre, che prevede che i 32 giocatori siano divisi in squadre da 4 e che i giocatori debbano segnare punti per la propria squadra qualificandosi per portarla avanti fino alla vittoria; A Coppie, dove i 32 giocatori sono divisi in coppie; Eliminazione, simile a In Solitaria, ma con la presenza di livelli creati dagli utenti tramite la Modalità Creativa; Esplora, una modalità infinita pensata per rilassarsi, in cui 10 giocatori giocano livelli creati nella Modalità Creativa all'infinito, con la possibilità di uscire in qualsiasi momento, e di saltare qualsiasi livello. Esistono modalità a tempo limitato che propongono una rotazione di livelli diversa, come ad esempio solo corse o sopravvivenze.
Gli eventi dal vivo appaiono occasionalmente e presentano una serie di sfide da completare nelle modalità per ottenere ricompense a tema. Possono portare avanti la storia del gioco, festeggiare una ricorrenza o anche essere collaborazioni con altri marchi commerciali.
All'interno dell'universo di gioco Fall Guys è una trasmissione televisiva molto famosa, trasmessa in tutto il mondo.

## Aggiornamenti
Il gioco ha avuto 6 stagioni (chiamate Stagioni Legacy) dalla sua uscita nel 2020 al 2022, dalla durata di 2-6 mesi, ospitando un nuovo tema e contenuti aggiuntivi ogni stagione. Il 21 giugno 2022 è stato ripristinato alla Stagione 1. Successivamente ha ricevuto altre 3 stagioni fino al 16 agosto 2023, quando è stato annunciato che le stagioni sarebbero state eliminate in favore di aggiornamenti più frequenti.
Stagioni Legacy
| Stagione Legacy | Periodo                           | Descrizione |
| --------------- | --------------------------------- | --- |
| Stagione 1      | 8 agosto 2020 – 7 ottobre 2020    | La stagione originale, ispirata a game show come Takeshi's Castle, It's a Knockout e Wipeout. |
| Stagione 2      | 8 ottobre 2020 – 14 dicembre 2020 | A tema medievale, con 4 round medievali, cosmetici, una funzione per cambiare soprannomi e targhette e i primi spettacoli alternativi. |
| Stagione 3      | 15 dicembre 2020 – 21 marzo 2021  | A tema natalizio, con 7 round a tema invernale 8 ostacoli invernali, cosmetici, Crown ranks e nuovi spettacoli. |
| Stagione 4      | 22 marzo 2021 – 20 luglio 2021    | A tema futuro retrò, con 9 round a tema futuristico, cosmetici, gli spettacoli a squadre, le Schegge di corona, sfide giornaliere, ed estendendo il pass stagionale da 40 livelli a 50 livelli.                                                                      |
| Stagione 5      | 20 luglio 2021 – 29 novembre 2021 | A tema Avventura nella Giungla con 6 round a tema giungla, modalità a Coppie e Terzetti, eventi a tempo limitato e cosmetici. |
| Stagione 6      | 30 novembre 2021 – 21 giugno 2022 | A tema festa e circo con 6 round, nuovi cosmetici, la possibilità di collegare un account Epic Games che consente la progressione multipiattaforma tra PS4 e Steam, la possibilità di avere nomi personalizzati per i giocatori PC e lo spettacolo 'Ladri di Dolci'. |

Stagioni Free-to-play
| Stagione   | Periodo                              | Descrizione |
| ---------- | ------------------------------------ | --- |
| Stagione 1 | 21 giugno 2022 – 15 settembre 2022   | A tema sportivo con 7 nuovi round e nuovi cosmetici. Le stagioni sono state ripristinate alla Stagione 1, il gioco è ora Free to Play, le corone non sono più la valuta premium, il negozio di gioco è stato cambiato, ora ci sono sfide settimanali / maratona insieme alle sfide giornaliere, e un pass stagionale a pagamento, o gratuito per i possesori del pacchetto Legacy, con 50 livelli extra. |
| Stagione 2 | 15 settembre 2022 – 22 novembre 2022 | A tema spazio con 8 nuovi round, nuovi cosmetici, estendendo il pass stagionale da 100 livelli a 200 livelli, sono state distribuite nuove varianti, correzioni di bug per console e nuovi eventi. |
| Stagione 3 | 22 novembre 2022 - 10 maggio 2023    | Dal tema subacqueo, questa stagione porta i Fall Guy in una città sottomarina chiamata 'Falltlantis'. Ci sono molte novità, come nuovi round, cosmetici, ostacoli, correzioni di bug e lo speciale spettacolo Sfida a Tempo. Il numero massimo di giocatori è stato ridotto in numero da 60 a 40. |
| Stagione 4 | 10 maggio 2023 - 16 agosto 2023      | A tema digitale, ha introdotto un editor di livelli intitolato Fall Guys Creative. Il Pass Stagionale è stato suddiviso in più "Pass Fama" da 120 livelli (40 principali e 80 bonus) che possono essere sbloccati con 600 Show-Bucks ciascuno. |

Aggiornamenti Post-Stagioni
Ogni aggiornamento ha anche aggiunto un nuovo Pass Fama, che potrebbe arrivare una settimana dopo l'aggiornamento, il giorno stesso o una settimana prima.
| Nome Aggiornamento               | Data di Uscita    | Descrizione |
| -------------------------------- | ----------------- | --- |
| Aggiornamento Brezza Estiva      | 16 agosto 2023    | Questo aggiornamento ha aggiunto la possibilità di usare le emote nella lobby, oggetti in modalità Creativa, correzioni di bug e modifiche al vault. |
| Aggiornamento Ventata Autunnale  | 27 settembre 2023 | Questo aggiornamento ha dato al gioco un tema generico, nuove opzioni per la modalità Creativa, nuovi oggetti in modalità Creativa, correzioni di bug, modifiche all'interfaccia utente e modifiche al vault. |
| Aggiornamento Prepariamoci       | 7 novembre 2023   | Questo aggiornamento ha esteso il budget della Modalità Creativa a 2000, ha aggiunto la possibilità di sovrapporre oggetti, la possibilità di scegliere musica specifica per i round, correzioni di bug e modifiche al vault. |
| Aggiornamento Power Party        | 6 dicembre 2023   | Questo aggiornamento ha aggiunto i Power-Up al gioco, la possibilità di ridimensionare gli oggetti in modalità Creativa, nuovi oggetti in modalità Creativa, correzioni di bug e la nuova sezione Scopri nel selettore delle modalità. |
| Aggiornamento Forme e Adesivi    | 23 gennaio 2024   | Questo aggiornamento ha aggiunto vari oggetti di forme geometriche e adesivi alla modalità Creativa, modifiche all'interfaccia utente e correzioni di bug. |
| Aggiornamento Sopravvivenza      | 28 febbraio 2024  | Questo aggiornamento ha aggiunto la possibilità di creare round di tipo Sopravvivenza in modalità Creativa, 2 Power-Up, esagoni, zone di eliminazione, la possibilità di mettere "mi piace" e "non mi piace" ai round creativa e correzioni di bug. |
| Aggiornamento Fallemente Fagioli | 7 maggio 2024     | Questo aggiornamento ha aggiunto una nuova modalità di gioco infinita chiamata Esplora, la possibilità per i giocatori di assistere gli altri portandoli alle spalle, una ruota con frasi per comunicare con altri giocatori, nuovi oggetti e modifiche alla modalità Creativa, modifiche alla fisica del gioco, correzioni di bug, modifiche all'interfaccia utente e aggiornamenti al selettore delle modalità. Il numero massimo di giocatori è stato ridotto in numero da 40 a 32. |
| Aggiornamento 11.0               | 11 giugno 2024    | Questo aggiornamento ha apportato piccole modifiche all'interfaccia utente, correzioni di bug, modifiche alla fisica del gioco, modifiche alla telecamera in spazi piccoli, modifiche al vault e un Pass Fama a tema fantasy. |
| Aggiornamento 11.1               | 23 luglio 2024    | Questo aggiornamento ha aggiunto l'opzione per sfondi 3D nella schermata principale, modifiche al vault, nuovi oggetti nella Modalità Creativa, tempi di caricamento più rapidi, correzioni di bug, un Pass Fama a tema viaggio nel tempo e l'attesissima versione per dispositivi mobili. |
| Aggiornamento Rottami Ruzzolanti | 3 settembre 2024  | Questo aggiornamento ha introdotto la nuova modalità "Punti" nella Modalità Creativa, insieme al tema "Rottami" con un nuovo sfondo, decorazioni e oggetti, il nuovo Power-Up Rubber Chicken, oggetti distruttibili e fisica per gli oggetti nella Modalità Creativa, nuovi livelli, correzioni di bug, modifiche al vault e un Pass Fama a tema rottami. |
| Aggiornamento Fagioween 2024     | 8 ottobre 2024    | Questo aggiornamento ha aggiunto nuovi adesivi in Modalità Creativa, Ladri di Dolcetti per l'intero mese, nuovi livelli, miglioramenti della qualità della vita, modifiche al gioco, correzioni di bug e un Fame Pass a tema Halloween. |
| Aggiornamento di Novembre 2024   | 7 novembre 2024   | Questo aggiornamento ha aggiunto la nuova modalità Creatore Sotto I Riflettori, che mette in evidenza una selezione dei migliori livelli creati dai creatori nella Modalità Creativa, modifiche a Eliminazione che ora include solo livelli di Mediatonic, la possibilità di acquistare emoticon e frasi, nuovi eventi, correzioni di bug e un Pass Fama a tema Miti e Leggende. |

## Sviluppo e pubblicazione
Il gioco è nato quando un gruppo di lavoro stava discutendo di un altro progetto. Un membro del gruppo fece un commento che gli ricordò i giochi come Takeshi's Castle, Ninja Warrior e Wipeout. Da quel momento lavorarono per creare un documento di presentazione per quello che sarebbe diventato Fall Guys. It's a Knockout, un gameshow che aveva costretto i suoi concorrenti a modificare il modo di approcciare il problema, ispirò l'idea che i personaggi avrebbero dovuto "avere quell'elemento di unicità, mal progettati per il compito che stavamo per sottoporgli". I design dei personaggi reali sono stati ispirati dall'aspetto dei giocattoli in vinile. È stato annunciato all'E3 nel giugno 2019, per Microsoft Windows e PlayStation 4, ed è stato messo in vendita il 4 agosto 2020. Prima della commercializzazione, è stato annunciato che Fall Guys sarebbe stato gratuito per i possessori di PlayStation Plus.

## Accoglienza
Fall Guys: Ultimate Knockout ha ricevuto recensioni "generalmente favorevoli", secondo l'aggregatore di recensioni Metacritic.
Sam Butler di The Gamer ha valutato il gioco con 4,5 stelle su 5. Ha elogiato il gioco per le "immagini brillanti", il "gameplay emozionante" e un'"eccellente colonna sonora".
Il fine settimana prima della commercializzazione una versione beta di Fall Guys è diventata brevemente il gioco più visto su Twitch e il sesto gioco Steam più venduto per il quale era disponibile il pre-ordine. Entro 24 ore dalla disponibilità, il gioco ha attirato oltre 1,5 milioni di acquirenti. Fall Guys inoltre è il videogioco più scaricato tra giochi gratis di PlayStation Plus.